# بايرام كندي (تشاراويماق)
بايرام كندي (بالفارسية: بایرام‌کندی) هي منطقة سكنية تقع في تشارواماق الشرقية الريفية في إيران. يقدر عدد سكانها بـ 37 نسمة .